# All-Star Game LNB 2013
Le All-Star Game LNB 2013 est la 28e édition du All-Star Game LNB. Il se déroule le 29 décembre 2013 au palais omnisports de Paris-Bercy de Paris. L’équipe des All-Stars français bat l’équipe des All-Stars étrangers (130-117). Ahmad Nivins et Nobel Boungou Colo ont terminé meilleurs marqueurs de la rencontre (28 points). Nobel Boungou Colo a été élu MVP. La rencontre est diffusée sur Sport+.

## Joueurs

### All-Stars français
| Position    | Joueur                | Équipe            |
| ----------- | --------------------- | ----------------- |
| Meneur      | Andrew Albicy         | Paris-Levallois   |
| Arrière     | Edwin Jackson         | Lyon Villeurbanne |
| Ailier      | Nobel Boungou Colo    | Limoges           |
| Ailier fort | Florent Piétrus       | Nancy             |
| Pivot       | Johan Passave-Ducteil | Nanterre          |

| Position    | Joueur                 | Équipe                  |
| ----------- | ---------------------- | ----------------------- |
| Meneur      | Antoine Diot           | Strasbourg              |
| Arrière     | David Denave           | Pau-Lacq-Orthez         |
| Arrière     | Charles Lombahe-Kahudi | Le Mans                 |
| Ailier      | Jérémy Leloup          | Strasbourg              |
| Ailier      | Amara Sy*              | ASVEL Lyon-Villeurbanne |
| Ailier fort | Adrien Moerman         | Limoges                 |
| Pivot       | Mouhammadou Jaiteh     | Nanterre                |

### All-Stars étrangers
| Position    | Joueur          | Équipe           |
| ----------- | --------------- | ---------------- |
| Meneur      | Taurean Green   | Limoges          |
| Arrière     | A. J. Slaughter | Chalon-sur-Saône |
| Ailier      | Austin Nichols  | Nancy            |
| Ailier fort | JK Edwards      | Limoges          |
| Pivot       | Randal Falker   | Nancy            |

| Position    | Joueur          | Équipe          |
| ----------- | --------------- | --------------- |
| Meneur      | Trenton Meacham | Nanterre        |
| Arrière     | Kyle McAlarney  | Orléans         |
| Arrière     | David Lighty    | Nanterre        |
| Ailier      | Anthony Dobbins | Dijon           |
| Ailier fort | Brian Greene    | Orléans         |
| Ailier fort | Lamayn Wilson   | Cholet          |
| Ailier fort | Ahmad Nivins    | Pau-Lacq-Orthez |

* Amara Sy déclare forfait avant la rencontre sur blessure. Celui-ci n'est pas remplacé numériquement.

### Entraîneurs
Jean-Marc Dupraz (Limoges), assisté de Nikola Antić (Champagne Châlons Reims Basket), dirige l’équipe des All-Stars français. Philippe Hervé (Orléans), assisté de Germain Castano (Boulogne-sur-Mer), dirige l’équipe des All-Stars étrangers.
| 29 décembre 2013 17h00 | rapport | Français 130, Etrangers 117                                  | Français 130, Etrangers 117 | Français 130, Etrangers 117                  |  | Palais omnisports de Paris-Bercy, Paris Affluence : 14 570 Arbitres : Joseph Bissang Didier Guedin Stéphane Gueu | Sport+ |
| 29 décembre 2013 17h00 | rapport | Score par quart-temps : 29-33, 31-27, 38-28, 32-29           |                             |                                              |  | Palais omnisports de Paris-Bercy, Paris Affluence : 14 570 Arbitres : Joseph Bissang Didier Guedin Stéphane Gueu | Sport+ |
| 29 décembre 2013 17h00 | rapport | Nobel Boungou Colo 28 Nobel Boungou Colo 13 Andrew Albicy 14 | Points Rebonds Passes d.    | Ahmad Nivins 28 JK Edwards 6 Taurean Green 8 |  | Palais omnisports de Paris-Bercy, Paris Affluence : 14 570 Arbitres : Joseph Bissang Didier Guedin Stéphane Gueu | Sport+ |

## Concours
Concours des meneurs :
- Notes: 
  - Demi-finales : Andrew Albicy bat Clevin Hannah : 2-1 / Antoine Diot bat Trenton Meacham : 2-1
  - Finale : Andrew Albicy (Paris-Levallois) - Antoine Diot (Strasbourg) : 2-0

| Pos.    | Joueur          | Équipe          | taille | Premier tour | Finale |
| ------- | --------------- | --------------- | ------ | ------------ | ------ |
| Meneur  | Andrew Albicy   | Paris-Levallois | 1,78 m | 2            | 2      |
| Meneur  | Antoine Diot    | Strasbourg      | 1,93 m | 2            | 0      |
| Arrière | Clevin Hannah   | Nancy           | 1,79 m | 1            |        |
| Meneur  | Trenton Meacham | Nanterre        | 1,88 m | 1            |        |

Concours de tirs à 3 points :
| Pos.           | Joueur            | Équipe           | taille | Premier tour | Finale | Rack supplémentaire |
| -------------- | ----------------- | ---------------- | ------ | ------------ | ------ | ------------------- |
| Meneur-Arrière | Xavier Corosine   | Nanterre         | 1,85 m | 18           | 17     | 5                   |
| Meneur-Arrière | Kyle McAlarney    | Orléans          | 1,83 m | 19           | 17     | 2                   |
| Arrière-Ailier | Hugo Invernizzi   | Le Havre         | 1,96 m | 17           |        |                     |
| Meneur-Arrière | Angelo Tsagarakis | Boulonge-sur-Mer | 1,90 m | 14           |        |                     |

Concours de dunks :
- Notes: 
  - Les joueurs sont évalués sur deux dunks lors de chaque manche.
  - Le vainqueur est désigné par le public de Bercy à l'applaudimètre.
  - Les notes représentent le nombre de décibels.

| Pos.    | Joueur        | Équipe                  | taille | Premier tour | Finale |
| ------- | ------------- | ----------------------- | ------ | ------------ | ------ |
| Arrière | Travis Leslie | ASVEL Lyon-Villeurbanne | 1,93 m | 174          | 173    |
| Arrière | Mark Lyons    | Roanne                  | 1,85 m | 172          | 163    |
| Ailier  | Dar Tucker    | Aix Maurienne           | 1,93 m | 170          |        |
| Arrière | DeJuan Wright | Orchies                 | 1,91 m | 164          |        |

## Shoot à 100 000 euros
Cette édition 2013 restera dans les annales comme la seule édition, encore à ce jour, où le shoot à 100 000 euros lancé par un spectateur choisi au hasard a été converti. Thomas Bérau a réussi le shoot entre la fin du 3e quart temps et le début du 4e et obtenu un chèque de 100 000 euros,.